# Thủ tướng Eritrea
Thủ tướng Eritrea là vị trí hàng đầu của Eritrea tự trị trong Đế chế Ethiopia. Nó đượcthhannhhf lập lần đầu tiên bởi Tedla Bairu và người cuối cùng giữ chức vụ này là Asfaha Woldemikael.
Vào ngày 20 tháng 5 năm 1960, Cơ quan này đã bị giải thể và được thay thế bởi "Quản trị viên chính của Eritrea", được bổ nhiệm bởi Hoàng đế Ethiopia Haile Selassie I. Điều này có hiệu lực đã giải thể cấu trúc Liên bang độc lập và là khởi đầu đầu cho sự sáp nhập chính thức, nhưng có thể là bất hợp pháp, của Eritrea là một tỉnh của Ethiopia vào ngày 14 tháng 11 năm 1962.

## Danh sách các thủ tướng của Eritrea (1952 -1960)
| # | Tên                | Ghi chú                                                              | Ngày nhận chức          | Rời khỏi văn phòng      |
| - | ------------------ | -------------------------------------------------------------------- | ----------------------- | ----------------------- |
| 1 | Tedla Bairu        |                                                                      | 15 tháng 9 năm 1952     | 29 tháng 7 năm 1955     |
| 2 | Araya Wassie       |                                                                      | 29 tháng 7 năm 1955     | Ngày 8 tháng 8 năm 1955 |
| 3 | Asfaha Woldemikael | Tiếp tục là "Quản trị viên trưởng" cho đến ngày 14 tháng 11 năm 1962 | Ngày 8 tháng 8 năm 1955 | 20 tháng 5 năm 1960     |